# CRAN
R综合档案网（英語：Comprehensive R Archive Network，缩写CRAN）是一个R語言网站，存储了许多R包（R package）等R語言资源。